# Demetri (actor)
Demetri (en llatí Demetrius, en grec Δημητριος) fou un actor tràgic grec mencionat per Hesiqui de Milet (s. v. Δημήτριος), que podria ser el mateix que Helenius Àcron descriu com "δραματοποιός" (és a dir modulator, histrio, actor fabularum).
Horaci el tracta amb menyspreu i l'anomena "mico". Se suposa que era un personatge que va viure a Roma en temps d'Horaci i ensenyava l'art de la declamació escènica. Però alguns autors el consideren el mateix personatge que un sicilià de nom Demetri Megues (Demetrius Megas) que va obtenir la ciutadania romana de mans de Juli Cèsar per influència de Dolabel·la i que sovint es menciona amb el nom de Publi Corneli.